# Соре, Фридрих-Якоб
Фридрих-Якоб (Фридрих-Яков) Соре (нем. Frédéric Jacob Soret, 12 мая 1795, Санкт-Петербург — 18 декабря 1865, Пленпале) — швейцарский нумизмат.

## Биография
Родился в Санкт-Петербурге. В 1800 году его отец, бывший придворный живописец Екатерины II, переехал с семьёй в Женеву.
Соре поступил в университет Женевы, где изучал сначала богословие, а позже — естественные науки. С 1819 года учился в Париже, где изучал преимущественно минералогию.
В 1822 году приглашён великой княгиней Марией Павловной в Веймар, где ему было поручено воспитание её сына, будущего великого герцога Карла Александра. В Веймаре Соре познакомился с Гёте, которому помог привести в порядок его коллекцию кристаллов, а также перевёл на французский язык несколько его произведений.
В 1836 году вернулся в Женеву, где занялся нумизматическими исследованиями, а также принимал деятельное участие в правительственных делах. Затем, до 1848 года, занимал пост посланника нескольких небольших германских государств в Париже. Вернувшись из Парижа в Женеву, продолжил нумизматические изыскания. Более полугода провёл в России, где проводил археологические раскопки вблизи Владимира и Рязани, а также в волжских степях. Результаты этой экспедиции были описаны в его работе «Briefe über die orientalische Numismatik».
Был членом Императорского Русского археологического общества. Хорошо знал семитские языки, свободно владел арабским, в конце жизни составил его грамматику.
Умер в Пленпале (ныне — район Женевы). После смерти Соре его коллекция была передана его другом и помощником Иоганном-Густавом Штикелем Кабинету восточных монет Йены.

## Избранная библиография
- Trois lettres de monnaies byzantines peu connues ou inédites. Genève et Paris, 1837;
- Lettre sur quelques monnaies des califes. Genève, 1840;
- Trois lettres sur des monnaies cufiques, rares ou inédites, du Musée de Genève. Genève, 1841;
- Sur quelques monnaies houlagouïdes. Leipzig, 1862.